# R-29RM Shtil
R-29RM Shtil (tên ký hiệu NATO SS-N-23 Skiff) là một loại tên lửa đạn đạo phóng từ tàu ngầm (SLBM), động cơ dùng nhiên liệu lỏng của Nga. Tên mã Nga đặt cho loại tên lửa này là RSM-54 và 3M27. Loại tên lửa này được thiết kế để phóng từ tàu ngầm Delta IV của Nga, mỗi tàu ngầm mang được tới 16 tên lửa.
Một quả tên lửa mang 4 đầu đạn, mỗi đầu đạn có sức công phá 100 kT và có tầm bắn lên tới 8500 km. Một loại tên lửa khác bắt nguồn từ loại tên lửa R-29RM được đưa vào trang bị của quân đội Nga vào năm 2007 có tên là R-29RMU Sineva.

## Quốc gia sử dụng
Liên Xô
- Hải quân Xô viết

 Nga
- Hải quân Nga